# Classic Shell
Classic Shell — бесплатный набор утилит с открытым исходным кодом (до версии 3.6.8) для возвращения вида интерфейса Windows XP в операционные системы Windows Vista и выше.
Состоит из трех компонентов: Classic StartS Menu — позволяет вернуть прежнее меню «Пуск», Classic Explorer — добавляет в Проводник Windows панель инструментов, и Classic IE9 — позволяет настраивать панели в браузере Internet Explorer. Работает как отдельное приложение и не меняет системные настройки. При деинсталляции (или при выходе из программы) возвращает исходные настройки.

## Возможности
- Ярлыки на «Мой компьютер», последние документы, «Избранное» и поиск в меню «Пуск».
- Позволяет блокировать «активную» зону правого края рабочего стола.
- Возможности по настройке стартового меню, стилей и оформления (поддержка скинов)[8].
- Доступ к недавно используемым или часто используемым программам[9].
- Возможность поменять значок кнопки «Пуск».
- Многоязычная поддержка (включая русский язык)[10].
- Поддержка 32-битных и 64-битных операционных систем.

## Поддерживаемые версии Windows
Windows 7, Windows 8, Windows 8.1, Windows Server 2008 R2, Windows Server 2012, Windows Server 2012 R2, Windows 10, Windows Server 2016, Windows Server 2019.

## Закрытие и возобновление разработки проекта
В декабре 2017 на главной странице появилось сообщение, что Classic Shell больше не разрабатывается, его код размещен на SourceForge. Разработку подхватили волонтеры на GitHub под названием Open Shell.